# Sofija Naletilić-Penavuša
Sofija Naletilić-Penavuša z d. Penavić (ur. 6 stycznia 1913 we wsi Mokro, okręg Široki Brijeg, zm. 22 października 1994 w Širokim Brijegu) – malarka i rzeźbiarka chorwacko-bośniacka i jugosłowiańska, przedstawicielka prymitywizmu.

## Życiorys
Urodziła się we wsi Mokro w Hercegowinie, w której spędziła większość życia. Nie ukończyła żadnej szkoły, sama nauczyła się czytać i pisać. W 1942 straciła męża Marijana i brata, została sama z sześciorgiem dzieci. Utrzymywała się z uprawy tytoniu i nielegalnego handlu. Zaczęła tworzyć mając 64 lata. Pierwszym jej dziełem była rzeźba kury, wykonana na prośbę wnuka Dragana, który miał przygotować pracę domową do szkoły. Z czasem poświęciła się rzeźbieniu w drewnie i malowaniu w garażu domu, w którym mieszkała. Większość jej dzieł przedstawia postacie ludzkie, rzeźby ptaków i żółwi oraz postacie biblijne. Po ukończeniu rzeźby malowała ją temperą, a następnie pokrywała werniksem. Jej talent odkrył pisarz Dubravko Horvatić, który także zorganizował pierwszą wystawę jej prac w 1982 w galerii Schira w Zagrzebiu. W 1985 została uznana Człowiekiem Roku w ankiecie, zorganizowanej przez czasopismo Start. W 1992 z powodu wojny opuściła dom i zamieszkała na wyspie Čiovo.
Zmarła w Širokim Brijegu, gdzie spędziła ostatnie lata życia.

## Wystawy
Prace Naletilić-Penavušy prezentowano na dziesięciu wystawach za jej życia - w Zagrzebiu, Varaždinie i w Sarajewie, a także na trzech wystawach po śmierci artystki (m.in. w Bratysławie).

## Pamięć
Większość dzieł, które pozostawiła po sobie artystka znajduje się w zbiorach Muzeum Sztuki Naiwnej w Zagrzebiu. W 1983 Telewizja Zagrzeb zrealizowała film dokumentalny poświęcony Sofiji Naletilić-Penavušy.